# Tourriers
Tourriers est une commune du Sud-Ouest de la France, située dans le département de la Charente (région Nouvelle-Aquitaine).
Ses habitants sont les Tourrierois et les Tourrieroises.

## Géographie

### Localisation et accès
Tourriers est une commune située à 17 km au nord d'Angoulême et 5 km à l'est de Saint-Amant-de-Boixe, au sud de la forêt de la Boixe,  sur la RN 10 entre Angoulême et Mansle.
Le bourg de Tourriers est aussi à 7 km au nord-est de Vars, 9 km au sud de Mansle, 16 km au nord-ouest de La Rochefoucauld et 26 km au sud de Ruffec.
La route nationale 10 entre Angoulême et Poitiers traverse la commune du sud au nord, et contourne le bourg à l'ouest par une déviation aménagée en voie express depuis 1987. L'ancienne nationale a été renumérotée en D 915.
La commune est aussi traversée par la D 32 et la D 88 qui passent au bourg et la D 113 au sud de la commune (demi-échangeur sud avec la N 10).

### Hameaux et lieux-dits
La commune est composée de plusieurs hameaux :
- Bouffanais à l'est du bourg
- Fenêtre au sud du bourg
- La Faye situé au sud-ouest de la commune. La route traversant ce hameau constitue la limite entre Tourriers et Saint-Amant-de-Boixe. La partie orientale de la Faye se trouve donc sur Tourriers ; la partie ouest, elle, est sur la commune de Saint-Amant-de-Boixe[3].

### Communes limitrophes
| Villejoubert         | Aussac-Vadalle |         |
| Saint-Amant-de-Boixe | Tourriers      | Jauldes |
| Vars                 | Anais          |         |

### Géologie et relief
Le sol de la commune est constitué de calcaire datant du Jurassique supérieur (Kimméridgien, et Oxfordien au nord). Il est de nature karstique,,.
Le relief de la commune est celui d'un plateau, celui de Braconne-Boixe, d'une altitude moyenne de 120 m. Le point culminant du territoire communal est à une altitude de 141 m, situé au sud en limite avec Vars. Le point le plus bas est à 89 m, situé en limite sud-est. Le bourg est à 110 m d'altitude.

### Hydrographie

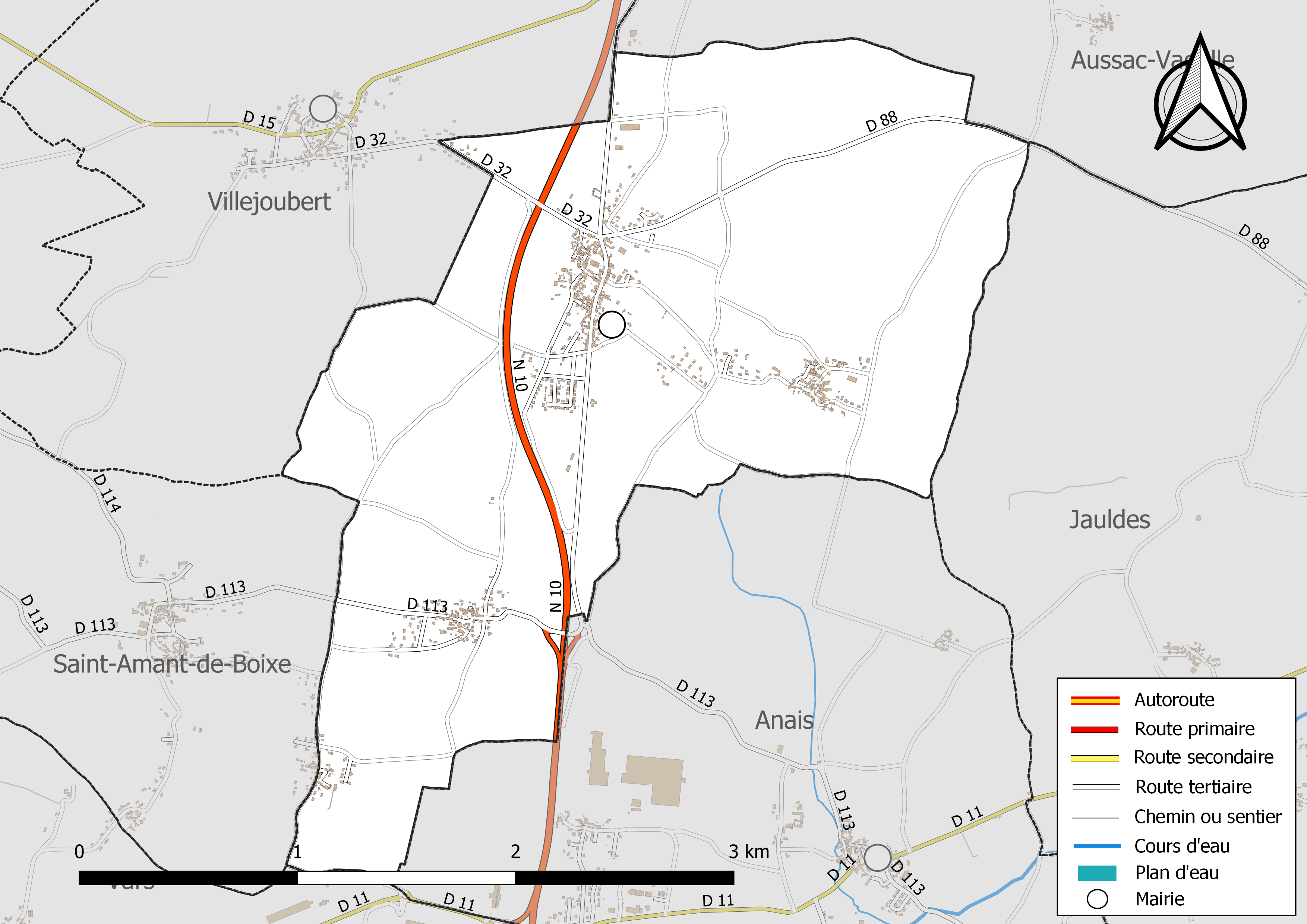
Réseaux hydrographique et routier de Tourriers.

La commune est située dans le bassin versant de la Charente au sein du Bassin Adour-Garonne. Aucun cours d'eau permanent n'est répertorié sur la commune,.
Le territoire de la commune de Tourriers constitue la haute vallée du bassin versant de l'Argence, affluent de la Charente.
De par la nature karstique du sol, on ne trouve aucun cours d'eau permanent sur la commune. Il existe toutefois de nombreuses sources alimentant par intermittence l'Argence dont la source est officiellement située en aval, sur la commune limitrophe d'Anais.

### Climat
Comme dans les trois quarts sud et ouest du département, le climat est océanique aquitain.

## Urbanisme

### Typologie
Au 1er janvier 2024, Tourriers est catégorisée commune rurale à habitat dispersé, selon la nouvelle grille communale de densité à 7 niveaux définie par l'Insee en 2022.
Elle est située hors unité urbaine. Par ailleurs la commune fait partie de l'aire d'attraction d'Angoulême, dont elle est une commune de la couronne,. Cette aire, qui regroupe 94 communes, est catégorisée dans les aires de 50 000 à moins de 200 000 habitants,.

### Occupation des sols
L'occupation des sols de la commune, telle qu'elle ressort de la base de données européenne d’occupation biophysique des sols Corine Land Cover (CLC), est marquée par l'importance des territoires agricoles (87,5 % en 2018), en diminution par rapport à 1990 (92,8 %). La répartition détaillée en 2018 est la suivante : 
terres arables (79,6 %), zones urbanisées (11,3 %), zones agricoles hétérogènes (7,9 %), zones industrielles ou commerciales et réseaux de communication (0,9 %), forêts (0,4 %). L'évolution de l’occupation des sols de la commune et de ses infrastructures peut être observée sur les différentes représentations cartographiques du territoire : la carte de Cassini (XVIIIe siècle), la carte d'état-major (1820-1866) et les cartes ou photos aériennes de l'IGN pour la période actuelle (1950 à aujourd'hui).

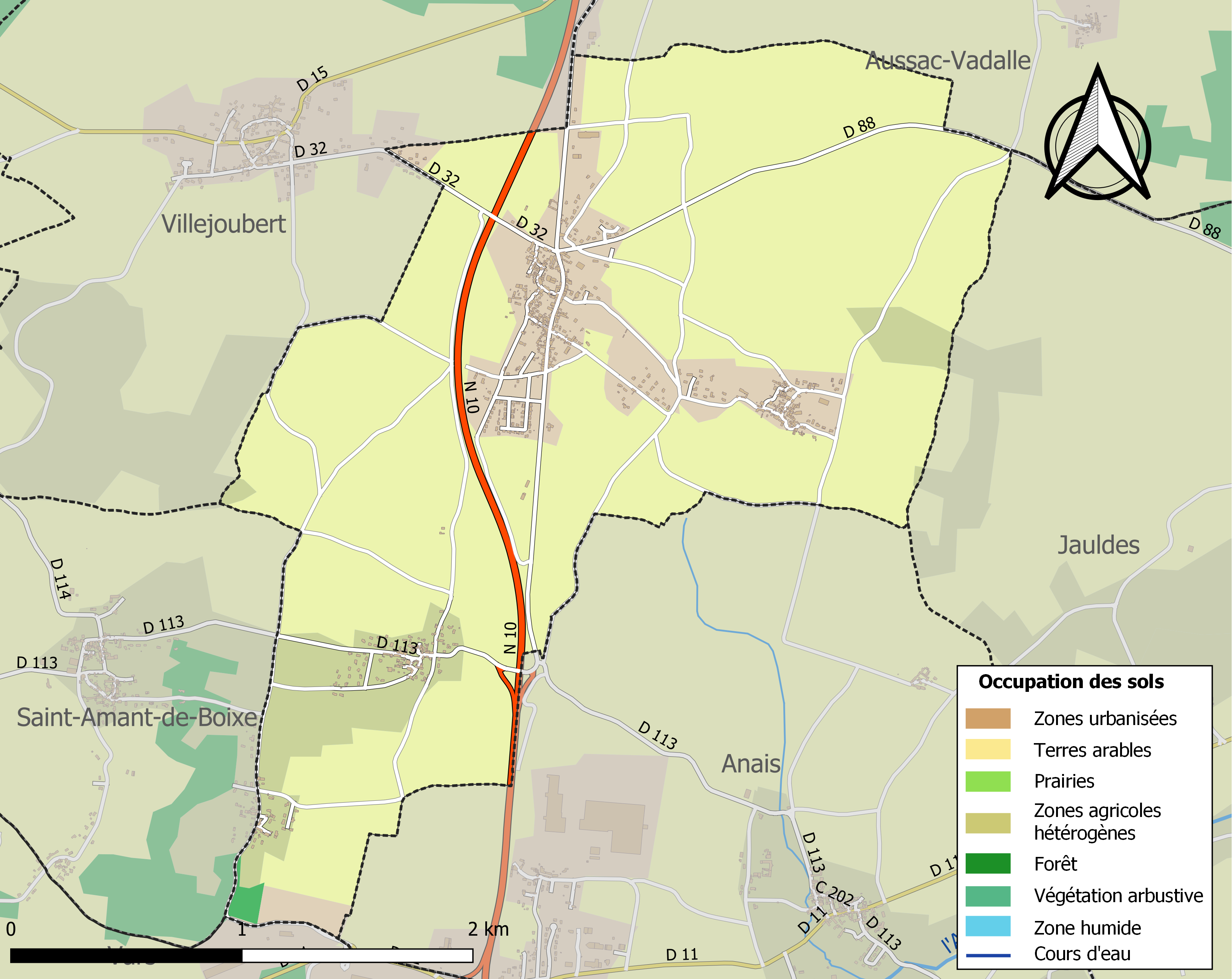
Carte des infrastructures et de l'occupation des sols de la commune en 2018 (CLC).

### Risques majeurs
Le territoire de la commune de Tourriers est vulnérable à différents aléas naturels : météorologiques (tempête, orage, neige, grand froid, canicule ou sécheresse) et séisme (sismicité modérée). Il est également exposé à un risque technologique,  le transport de matières dangereuses. Un site publié par le BRGM permet d'évaluer simplement et rapidement les risques d'un bien localisé soit par son adresse soit par le numéro de sa parcelle.

#### Risques naturels

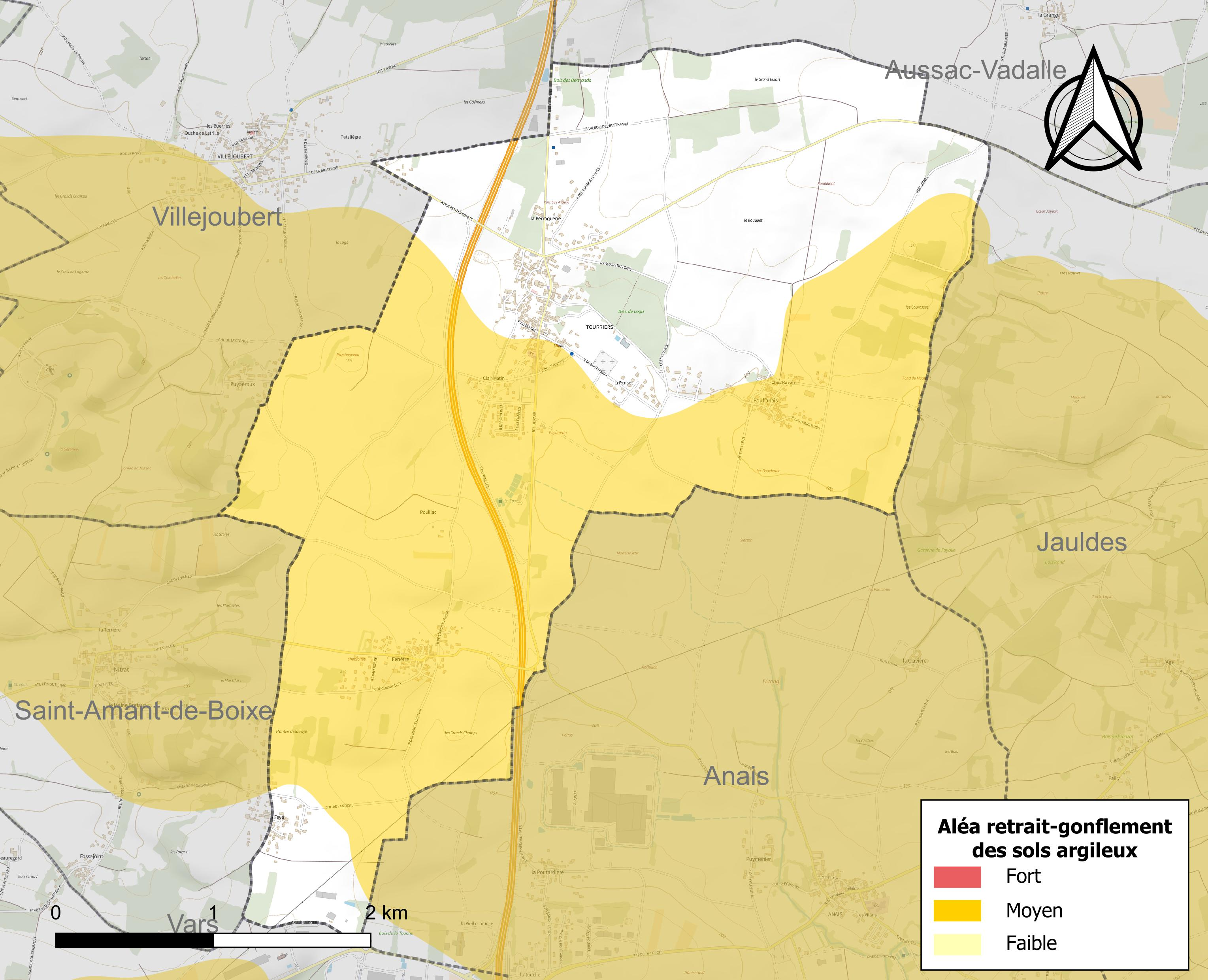
Carte des zones d'aléa retrait-gonflement des sols argileux de Tourriers.

Le retrait-gonflement des sols argileux est susceptible d'engendrer des dommages importants aux bâtiments en cas d’alternance de périodes de sécheresse et de pluie. 58,2 % de la superficie communale est en aléa moyen ou fort (67,4 % au niveau départemental et 48,5 % au niveau national). Sur les 360 bâtiments dénombrés sur la commune en 2019,  164 sont en aléa moyen ou fort, soit 46 %, à comparer aux 81 % au niveau départemental et 54 % au niveau national. Une cartographie de l'exposition du territoire national au retrait gonflement des sols argileux est disponible sur le site du BRGM,.
Par ailleurs, afin de mieux appréhender le risque d’affaissement de terrain, l'inventaire national des cavités souterraines permet de localiser celles situées sur la commune.
La commune a été reconnue en état de catastrophe naturelle au titre des dommages causés par les inondations et coulées de boue survenues en 1982, 1983 et 1999. Concernant les mouvements de terrains, la commune a été reconnue en état de catastrophe naturelle au titre des dommages causés par la sécheresse en 2003 et 2011 et par des mouvements de terrain en 1999.

#### Risques technologiques
Le risque de transport de matières dangereuses sur la commune est lié à sa traversée par une ou des infrastructures routières ou ferroviaires importantes ou la présence d'une canalisation de transport d'hydrocarbures. Un accident se produisant sur de telles infrastructures est susceptible d’avoir des effets graves sur les biens, les personnes ou l'environnement, selon la nature du matériau transporté. Des dispositions d’urbanisme peuvent être préconisées en conséquence.

## Toponymie
Les formes anciennes sont Tauresio en 1110, Thaureis (non daté, XIIe siècle), Toureis en 1138, Tauresio, Toresio vers 1300, Taureis, Tourezio (non datées).
L'origine du nom de Tourriers remonterait à un nom de personne gallo-romain Taurisius, ce qui correspondrait à Taurisium [fundum], « domaine de Taurisius »,.

## Histoire
L'époque romaine a laissé quelques traces dans la commune. Au nord du hameau de la Perroquerie, au lieu-dit la Grosse Borne, la voie d'Agrippa de Saintes à Limoges et Lyon traverse l'ancienne et la nouvelle route nationale 10. Selon AF. Lièvre, cette partie de la voie romaine entre Tourriers et Montignac portait encore jusqu'au XVIIe siècle le nom de Chaussade.
Au sud-ouest du bourg, des tegulae, des murs et une source aménagée en bassin supposent l'implantation d'une villa gallo-romaine.
Au Moyen Âge, Tourriers était une châtellenie qui relevait de l'évêque d'Angoulême. Au XIIIe siècle, elle appartenait à une famille qui avait la particularité de ne pas s'être choisi de nom patronymique. Néanmoins, les plus anciens descendants connus qui vivaient au XIe siècle étaient Guillaume Arnaud en 1075, et enfin Pierre et Audouin Baudrand en 1261, en passant par Umbert Guirille, Arnaud Tubadou, Arnaud Bouchard. Ce dernier a causé des dégâts à l'abbaye de Saint-Amant-de-Boixe et les a réparés par des largesses.
Par mariages successifs, la seigneurie de Tourriers passa entre de nombreuses mains : Jean, vicomte de Brosse, Reynaud de Prétigné, André de Chauvigny. En 1329, ce dernier se qualifiait de seigneur de Châteauroux, vicomte de Brosse et seigneur de Tourriers. Dans la seconde moitié du XIVe siècle, Guy de Chauvigné céda Tourriers au comte de Thouars, qui la céda à son tour, en 1399, à Guy VIII de La Rochefoucauld, pour 1 200 livres en or.
La famille de La Rochefoucauld conserva Tourriers jusqu'à la fin du XVIIIe siècle. Lorsque La Rochefoucauld fut érigé en duché-pairie en 1622, la baronnie de Tourriers fut comprise dans le duché et releva directement du roi.
Dès le Moyen Âge, le château avait cessé d'être entretenu et il n'en reste aujourd'hui que peu de vestiges.
Au XVe siècle, un petit prieuré fut créé à Tourriers, par l'abbaye de Saint-Cybard, en remplacement du prieuré de l'Age-Monjau qui existait dans la commune de Jauldes et qui avait été ruiné par les Anglais.
Les registres de l'état civil conservés dans la commune ne remontent qu'à 1733.
Au début du XXe siècle, d'importantes foires, surtout pour les chevaux, se tenaient encore au bourg le 23 de chaque mois.

## Administration
| Période           | Période           | Identité              | Étiquette | Qualité                                                               |
| ----------------- | ----------------- | --------------------- | --------- | --------------------------------------------------------------------- |
| 8 février 1790    | 13 novembre 1791  | Louis Huet Jeune      |           | Notaire Royal                                                         |
| 13 novembre 1791  | 2 décembre 1792   | Jean Pelletan Jeune   |           |                                                                       |
| 2 décembre 1792   | 14 juillet 1795   | Jean-Etienne Guichard |           |                                                                       |
| 14 juillet 1795   | 31 janvier 1807   | Louis Huet Jeune      |           | Notaire impérial                                                      |
| 31 janvier 1807   | 2 mars 1815       | François Gauvain      |           |                                                                       |
| 2 mars 1815       | 10 juillet 1843   | Pierre-Amédée Huet    |           | Notaire                                                               |
| 10 juillet 1843   | 24 septembre 1848 | Charles Huet          |           | Notaire                                                               |
| 24 septembre 1848 | 14 mars 1861      | Louis Berthoumeau     |           |                                                                       |
| 14 mars 1861      | 9 octobre 1870    | Jean-Abel Imbaud      |           |                                                                       |
| 9 octobre 1870    | 18 juin 1871      | Jean Mesnard Aîné     |           |                                                                       |
| 18 juin 1871      | 11 décembre 1871  | Charles Huet          |           | Notaire                                                               |
| 11 décembre 1871  | 5 août 1877       | Jean Brurat           |           | Charron                                                               |
| 5 août 1877       | 21 janvier 1878   | Pierre Barraud        |           |                                                                       |
| 21 janvier 1878   | ...               | Jean Mesnard Aîné     |           |                                                                       |
| ...               | ...               | Pierre-Arsène Mesnard |           | Docteur en médecine                                                   |
| ...               | 17 mai 1896       | Jean Mesnard Aîné     |           |                                                                       |
| 17 mai 1896       | 17 mai 1908       | Louis Nadaud          |           |                                                                       |
| 17 mai 1908       | 19 mai 1912       | Léon Lavauzelle       |           | Marchand de bestiaux                                                  |
| 19 mai 1912       | 16 mai 1925       | Jules Raimbault       |           | Notaire                                                               |
| 16 mai 1925       | 12 novembre 1944  | Antonin Gougeon       |           |                                                                       |
| 3 décembre 1944   | 20 mai 1945       | Jules Barrand         |           |                                                                       |
| 20 mai 1945       | 22 mars 1959      | Eugène Jourde         |           |                                                                       |
| 22 mars 1959      | mars 1977         | Robert Godeberge      | UDR       | Inspecteur des impôts Suppléant du député Michel Alloncle (1968-1973) |
| mars 1977         | mars 1983         | Rémy Neveu            |           |                                                                       |
| mars 1983         | mars 1995         | Maurice Goumet        |           |                                                                       |
| mars 1995         | mars 2008         | Gérard Auclair        |           | Enseignant                                                            |
| mars 2008         | mars 2014         | Christian Annessi     | SE        | Cadre retraité                                                        |
| mars 2014         | En cours          | Laurent Danède        | LR        | Ingénieur territorial au Grand-Angoulême                              |

## Démographie

### Évolution démographique
L'évolution du nombre d'habitants est connue à travers les recensements de la population effectués dans la commune depuis 1800. Pour les communes de moins de 10 000 habitants, une enquête de recensement portant sur toute la population est réalisée tous les cinq ans, les populations de référence des années intermédiaires étant quant à elles estimées par interpolation ou extrapolation. Pour la commune, le premier recensement exhaustif entrant dans le cadre du nouveau dispositif a été réalisé en 2008.

En 2022, la commune comptait 787 habitants, en évolution de +3,83 % par rapport à 2016 (Charente : −0,48 %, France hors Mayotte : +2,11 %).
| 1800 | 1806 | 1821 | 1831 | 1841 | 1846 | 1851 | 1856 | 1861 |
| ---- | ---- | ---- | ---- | ---- | ---- | ---- | ---- | ---- |
| 648  | 658  | 785  | 819  | 832  | 865  | 883  | 784  | 772  |

| 1866 | 1872 | 1876 | 1881 | 1886 | 1891 | 1896 | 1901 | 1906 |
| ---- | ---- | ---- | ---- | ---- | ---- | ---- | ---- | ---- |
| 811  | 797  | 805  | 770  | 656  | 567  | 538  | 519  | 515  |

| 1911 | 1921 | 1926 | 1931 | 1936 | 1946 | 1954 | 1962 | 1968 |
| ---- | ---- | ---- | ---- | ---- | ---- | ---- | ---- | ---- |
| 513  | 416  | 433  | 427  | 441  | 398  | 419  | 409  | 467  |

| 1975 | 1982 | 1990 | 1999 | 2006 | 2008 | 2013 | 2018 | 2022 |
| ---- | ---- | ---- | ---- | ---- | ---- | ---- | ---- | ---- |
| 543  | 584  | 579  | 587  | 697  | 728  | 762  | 757  | 787  |

### Pyramide des âges
La population de la commune est relativement jeune.
En 2018, le taux de personnes d'un âge inférieur à 30 ans s'élève à 34,1 %, soit au-dessus de la moyenne départementale (30,2 %). À l'inverse, le taux de personnes d'âge supérieur à 60 ans est de 20,5 % la même année, alors qu'il est de 32,3 % au niveau départemental.
En 2018, la commune comptait 371 hommes pour 386 femmes, soit un taux de 50,99 % de femmes, légèrement inférieur au taux départemental (51,59 %).
Les pyramides des âges de la commune et du département s'établissent comme suit.
| Hommes | Classe d’âge | Femmes |
| ------ | ------------ | ------ |
| 0,3    | 90 ou +      | 1,8    |
| 3,5    | 75-89 ans    | 5,2    |
| 17,0   | 60-74 ans    | 13,2   |
| 23,2   | 45-59 ans    | 20,5   |
| 23,5   | 30-44 ans    | 23,8   |
| 11,3   | 15-29 ans    | 13,5   |
| 21,3   | 0-14 ans     | 22,0   |

| Hommes | Classe d’âge | Femmes |
| ------ | ------------ | ------ |
| 1      | 90 ou +      | 2,7    |
| 9,2    | 75-89 ans    | 12     |
| 20,6   | 60-74 ans    | 21,3   |
| 20,7   | 45-59 ans    | 20,3   |
| 16,8   | 30-44 ans    | 16     |
| 15,6   | 15-29 ans    | 13,4   |
| 16,1   | 0-14 ans     | 14,3   |

## Équipements, services et vie locale

### Enseignement
L'école publique est un RPI entre Anais, Aussac-Vadalle et Tourriers. Aussac-Vadalle et Tourriers accueillent des écoles élémentaires, Anais accueille l'école maternelle et l'école primaire. L'école communale, située route de Paris, comprend deux classes. Le secteur du collège est Saint-Amant-de-Boixe.

## Lieux et monuments

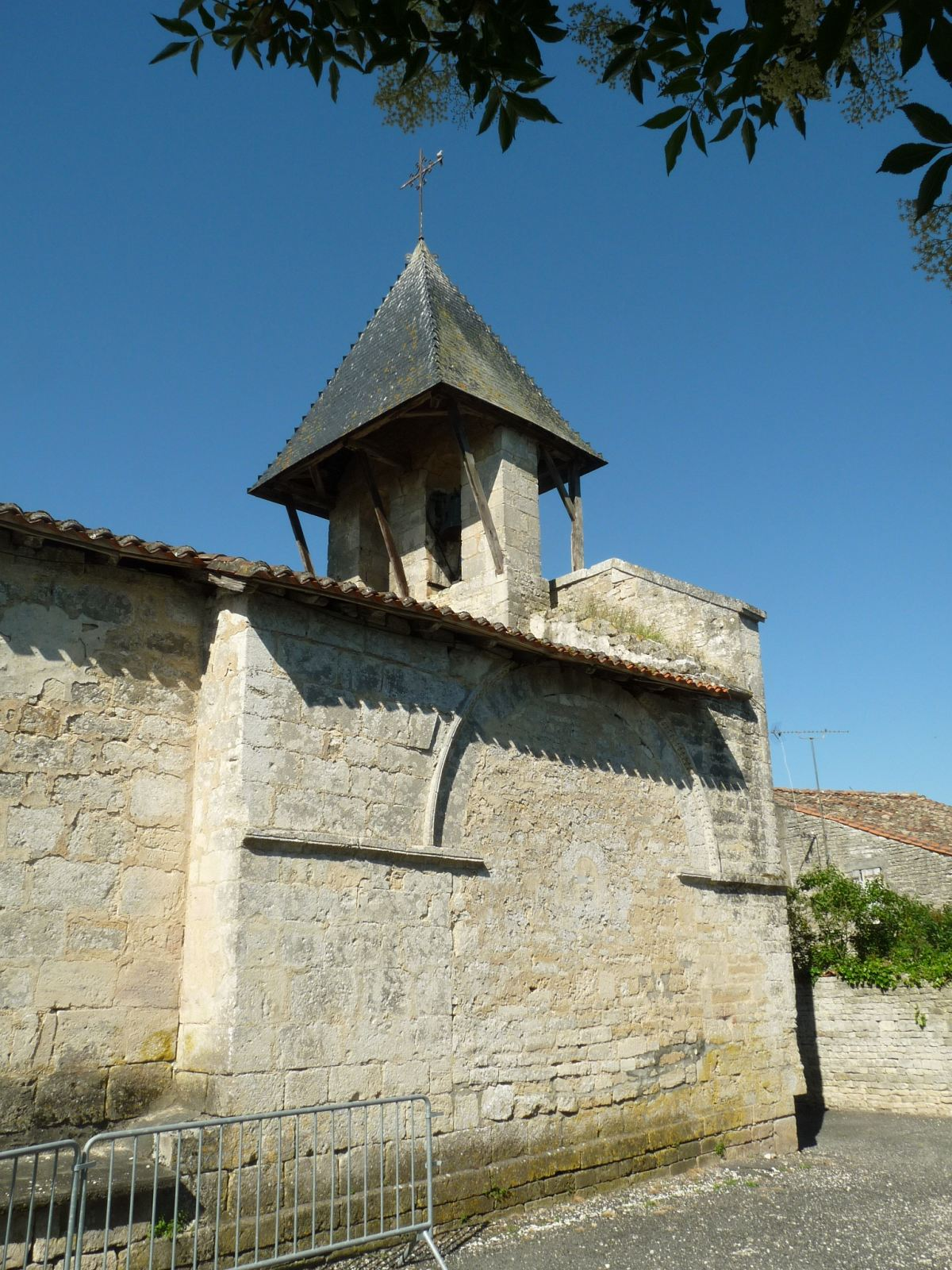
L'église de Tourriers.

L'église paroissiale Saint-Hilaire, assez petite, est enserrée dans le vieux bourg. Elle tombait en ruine dès le milieu du XVIIe siècle et a été réparée à de nombreuses reprises. Elle aurait été l'ancienne chapelle du château.

## Personnalités liées à la commune
- Julien Maitron, coureur cycliste d'avant 1914, mort en 1972 à Tourriers.

## Héraldique
| Blason | Blasonnement : D'or à la tour d'argent maçonnée de sable et soutenue de l'inscription « TURIS » écrite à la verticale en majuscules du même, chaussé de sinople chargé à dextre de deux épis de blé tigés et feuillés d'or et à senestre d'un pampre de vigne du même, au chef affaissé de sinople le trait mouvant des angles. |